# Hannah Fischer

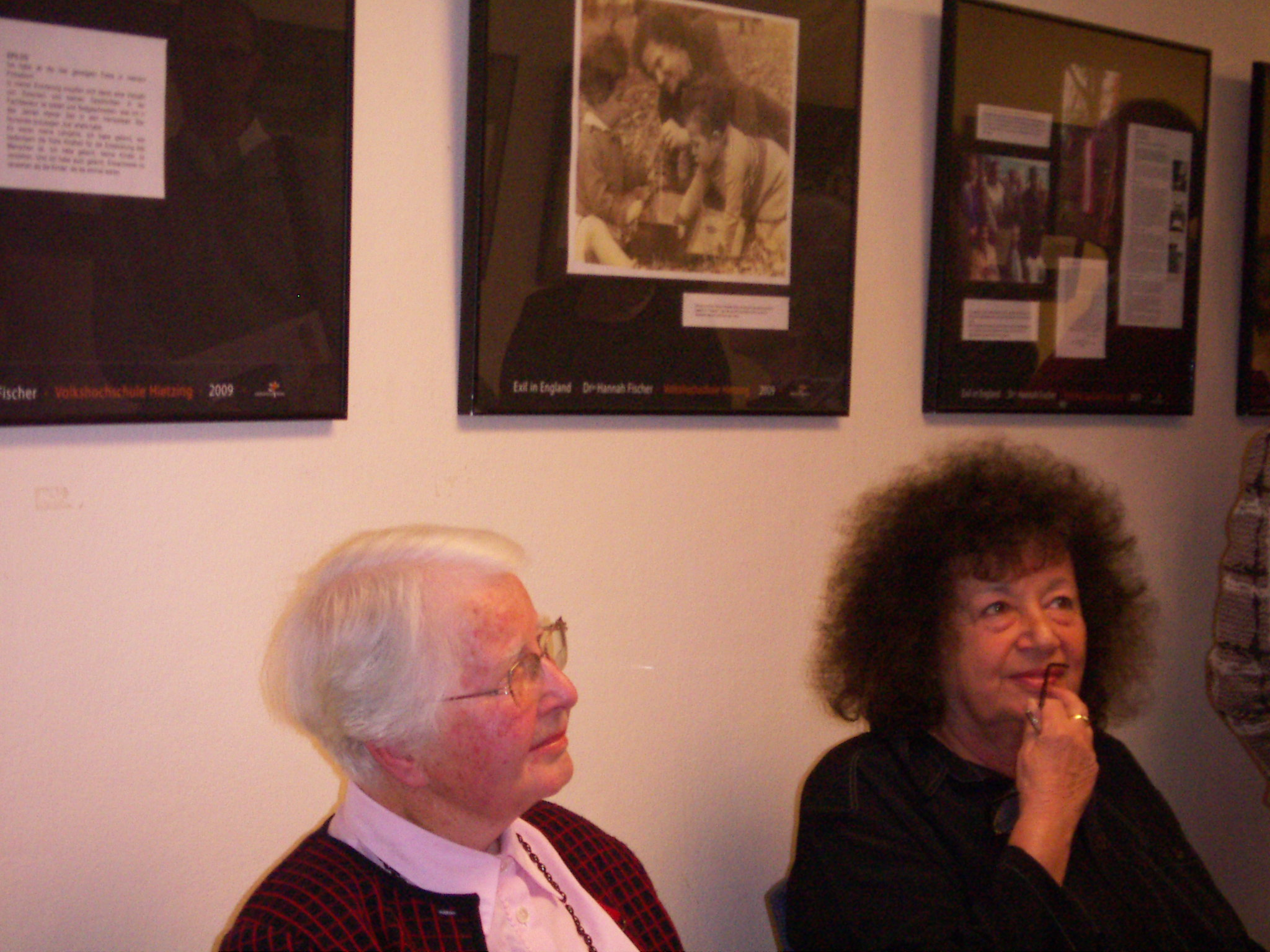
Hannah Fischer (links) mit Elizabeth T. Spira (rechts), 2009 in der Volkshochschule Hietzing

Hannah Fischer (* 27. September 1925 in Wien; † 28. September 2016 ebenda) war eine österreichische Pädagogin.

## Leben und Wirken
Hannah und ihr Zwillingsbruder Rafael Erwin wurden in eine mittelständische jüdische Familie hineingeboren. Der Vater, Béla Fischer, war Rabbiner, die aus dem Rheinland stammende Mutter, Luise Fischer (geb. Treu), war eine aktive Kommunistin und arbeitete als Journalistin. Die Zwillinge wurden Mitte September 1938, wenige Monate nach dem „Anschluss“ Österreichs, ohne die Begleitung Erwachsener nach England in die Emigration geschickt. Nach Aufenthalten in Kinderheimen, Privatunterkünften und einem guten Schulabschluss arbeitete Hannah Fischer für zwei Jahre als Trainee bei Anna Freud im Hampstead-Kinderheim, einer Einrichtung für Kriegskinder und Kriegswaisen. Viele Jahre später bezeichnete sie diese Zeit bei der Tochter von Sigmund Freud als "meine Universität" (zit. n. Wiesinger-Stock 2016, S. 110).
1946 kehrte Hanna Fischer nach Wien zurück. Sie holte die ergänzende Prüfung für die Ausbildung zur Kindergärtnerin nach und arbeitete mehrere Jahre (bis 1957) in einem Kindergarten der Stadt Wien. Zudem studierte sie Pädagogik, Psychologie und Philosophie an der Universität Wien. 1952 wurde sie promoviert. Ihre Dissertation wurde 1960 unter dem Titel Das Ein- und zweijährig Kind im Tagesheim. Ein Beitrag zur Pädagogik der Kleinkinderkrippe veröffentlicht. Mit ihrer psychoanalytisch orientierten Arbeit wollte die Promovendin einen ersten Einblick in das pädagogische Arbeitsgebiet der Kleinkinderkrippe gewähren und als Diskussionsgrundlage dem ständigen Bemühen um die Verbesserung unserer Arbeit dienen... Wenn wir auch in der Krippe niemals die den Kindern entsprechende Familiensituation nachbilden können, müssen wir doch den Mut haben, die unnatürliche Erziehungssituation der Krippe mit Hilfe unserer psychologischen und pädagogischen Kenntnisse so zu gestalten, daß ihre gesunde entwicklung dennoch gewährleistet ist. Unsere Bestrebungen richten sich auf ein großes Ziel: den Kindern, die ein normale funktionierende Familie bereits in so jungen Alter entbehren, die bestmögliche Lebenssphäre zu schaffen, ihnen die Voraussetzungen für ihre gesunde, möglichst allseitige Entwicklung zu bieten.
Im Jahre 1958 wechselte sie als Kinderpsychologin und Erziehungsberaterin an das Zentralkinderheim der Stadt Wien. Ab 1967 unterrichtete Hannah Fischer in der Bildungsanstalt für Kindergärtnerinnen in Wien, der sie ab 1984 als Direktorin vorstand. 1990 ging sie in den Ruhestand.
Auf ihre Initiative hin wurde 1980 in Wien der Anna-Freud-Kindergarten ins Leben gerufen. Außerdem engagierte sich Hannah Fischer u. a. in einem Hilfsprojekt zur Ausbildung von Kindergärtnerinnen für die Westsahara, gab Nachhilfe für Kinder mit Migrationshintergrund und war Ehrenmitglied der Österreichischen Gesellschaft für Exilforschung. Und immer wieder veröffentlichte sie pädagogische Fachartikel und Buchbesprechungen in Unsere Kinder.

## Werke
- Das Ein- und zweijährige Kind im Tagesheim. Ein Beitrag zur Pädagogik der Kleinkinderkrippe, Wien 1960
- 10 Jahre Anna-Freud-Kindergarten, in: Amt für Jugend und Familie der Stadt Wien (Hrsg.): 10 Jahre Anna-Freud-Kindergarten, Wien 1991, S. 43–50